# 叶龟蝽属
叶龟蝽属（学名：Phyllomegacopta）是龟蝽科下的一个属。

## 下属物种
本属包括以下物种：
- 考奔叶龟蝽 Phyllomegacopta cobbeni Ren
- 福建叶龟蝽 Phyllomegacopta fujianensis Ren